# كيكو أوكاموتو
كيكو أوكاموتو (باليابانية: 岡本敬子) هي راكبة الكنو يابانية، ولدت في 1945.

## وصلات خارجية
- كيكو أوكاموتو على موقع أوليمبيديا (الإنجليزية)